# Kosovečko
Kosovečko is een plaats in de gemeente Konjščina in de Kroatische provincie Krapina-Zagorje. De plaats telt 103 inwoners (2001).